# Alajuelense Fútbol Femenino
Liga Deportiva Alajuelense Femenil es un equipo de fútbol femenino de la Primera División Femenina de Costa Rica, es el representante de fútbol femenino de L. D. Alajuelense, nace a partir del convenio con CODEA, con el cual tiene su primera participación como Alajuelense CODEA en 2019. Es el primer y único club que ha conseguido dos campeonatos de forma invicta, dos o más campeonatos de forma consecutiva, primer tricampeón, y tetracampeón en Primera División y desde 2022 ostenta el récord más longevo de juegos invictas en Primera División, con 39 partidos sin perder al completarse el torneo de Clausura 2022.
En el 2023 pasó a ocupar el puesto 36.º, según la IFFHS el mejor puesto en este ranking para un club tico y centroamericano hasta el momento.
Desde mediados de 2022 es la única institución del país que cuenta con todas las categoriás de liga menor a nivel femenino.

## Historia
Los inicios del fútbol femenino conocido hasta el momento en Alajuela se remontan al 15 de septiembre de 1959, en el Estadio Alejandro Morera Soto de Alajuela, donde se llevó a cabo un partido entre los equipos josefinos el Independiente y el Odeca, las señoritas del primer equipo lucían un uniforme con una camiseta de color rojo, en tanto que las del ODECA una de color azul. Ganaron las del Independiente por 2 goles contra 0.
Se tienen referencias que Alajuelense participó en el campeonato de ANAFA  de 1996.

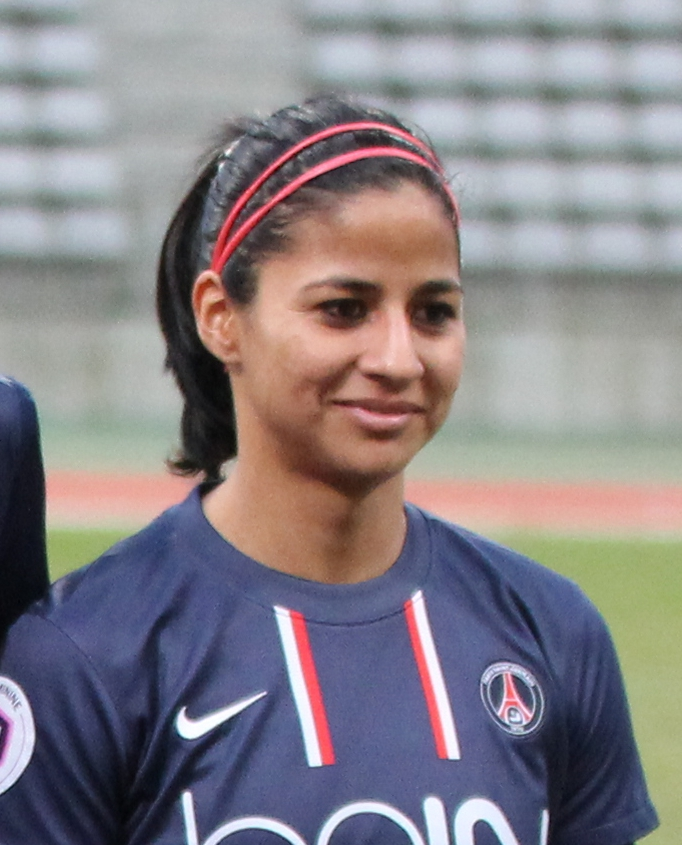
Shirley Cruz, referente del fútbol femenino en Costa Rica

### Inicios

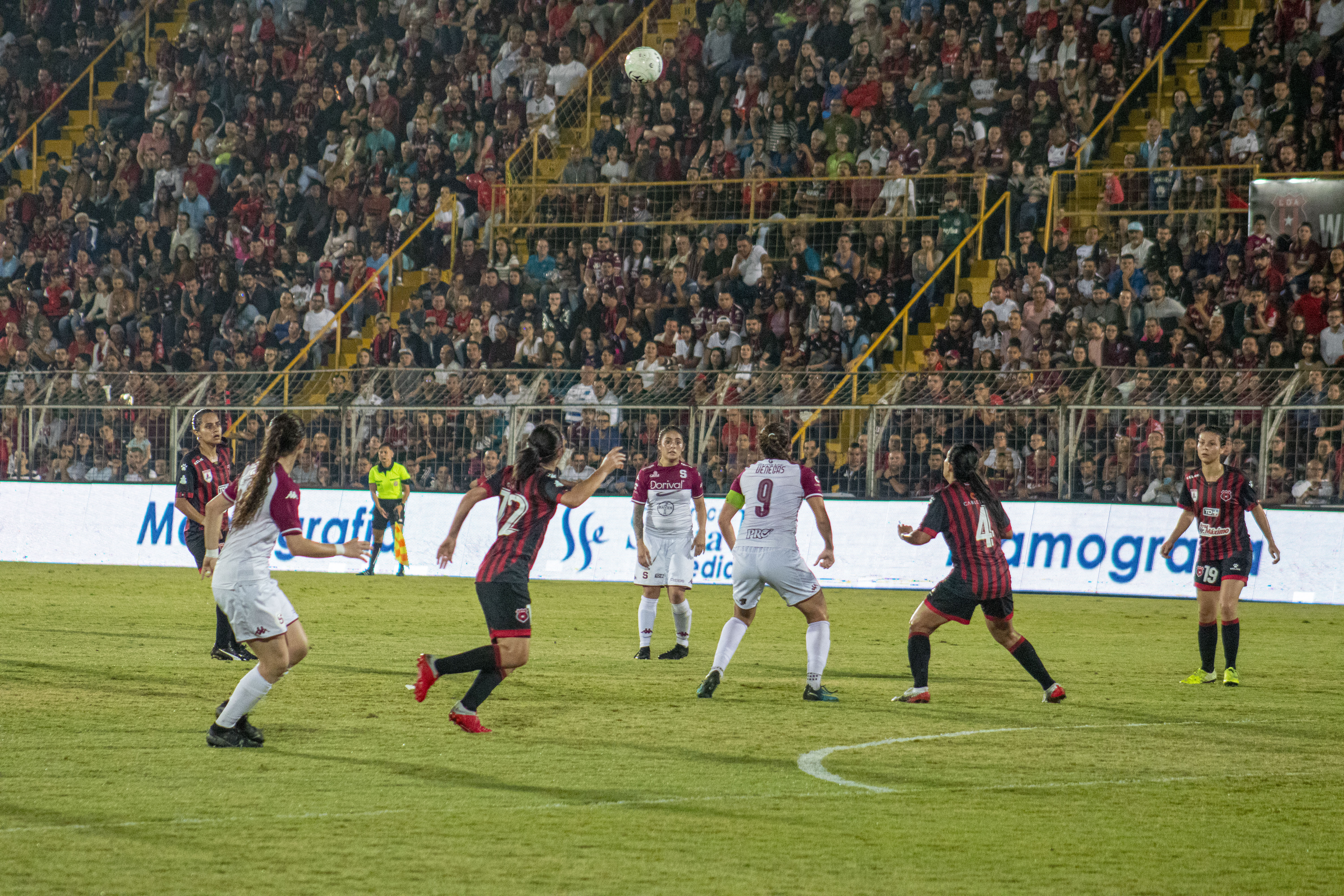
Alajuelense CODEA durante la final de 2019 ante Saprissa

CODEA anteriormente había participado en la Liga Femenina donde fue subcampeón en 2001, sin embargo, en ese entonces no tenía ningún ligámen con Alajuelense, y termina siendo franquicia de UCEM Alajuela. Al conseguir el ascenso en 2017, luego de vencer a AD Coronado en la final de Segunda División, con un poco más de un año en Primera División, firma un convenio con Liga Deportiva Alajuelense. En 2019, la incorporación de Shirley Cruz al equipo marcó un hito, al convertirse en la primera mujer que firmaba un contrato profesional en el fútbol femenino en Costa Rica. Por el equipo han pasado jugadoras como Fabiola Sánchez, Priscila Chinchilla, Lixy Rodríguez, Fernanda Barrantes, Shirley Cruz, María Paula Salas, Noelia Bermúdez.
El 9 de diciembre de 2019 el equipo femenino de Alajuelense consigue su primer trofeo de su historia en Primera División, al ganar el torneo de Clausura, lo que le permite disputar una final Nacional ante Saprissa FF, la final del Clausura se disputó ante AD Moravia, el juego de ida se había empatado 1-1 en el Estadio Eladio Rosabal Cordero, en el juego de vuelta disputado en el Estadio Morera Soto  Las Leonas consiguieron una remontada, luego de empezar perdiendo el juego, el marcador final sería 3-1, 4-2 en el global.
Al obtener el título del Clausura, Alajuelense CODEA consigue el derecho de disputar contra Saprissa FF el campeonato Nacional en la Final Nacional del 2019, con empate en el primer juego 1-1 en el estadio Ricardo Saprissa, posteriormente logra vencer en el juego de vuelta 1-0 con anotación de Priscila Chinchilla, logrando de esta manera su primer título en el estadio Morera Soto ante 16 900 espectadores, un 16 de diciembre de 2019, imponiendo de paso, un nuevo récord de asistencia sin precedentes en el fútbol femenino en Costa Rica.
Ese equipo estaba conformado por Valeria Román, Yalitza Sánchez, Fabiola Sánchez, Ivonne Rodríguez, Laura Sánchez, Daniela Mesén, Kristel Cháves, Valery Sandoval, Laura González, Lixy Rodríguez, Alexa Águilar, Raquel Chacón, Yoxseline Rodríguez, Viviana Chinchilla, Steicy Arias, Shirley Cruz, Jeilyn Alvarado, Samira Roper, Ariana Dobles, Priscila Chinchilla, Sianyf Agüero, Fernanda Barrantes, Nicole Gómez, María Paula Sánchez, Mariel Vega, Camila García, Saray Benavides, Karina Cerdas, Daniela Vargas, Melany Campos, Sabrina Vásquez, Alexa Lira; y el cuerpo técnico a cargo conformado por Edgar Rodríguez, Carlos Arroyo, Ricardo Araya, Gerardo Salas.

### Dominio y récords
Para 2020 Alajuelense se separa de CODEA para competir con su propia franquicia, también organiza su propia división menor femenina.

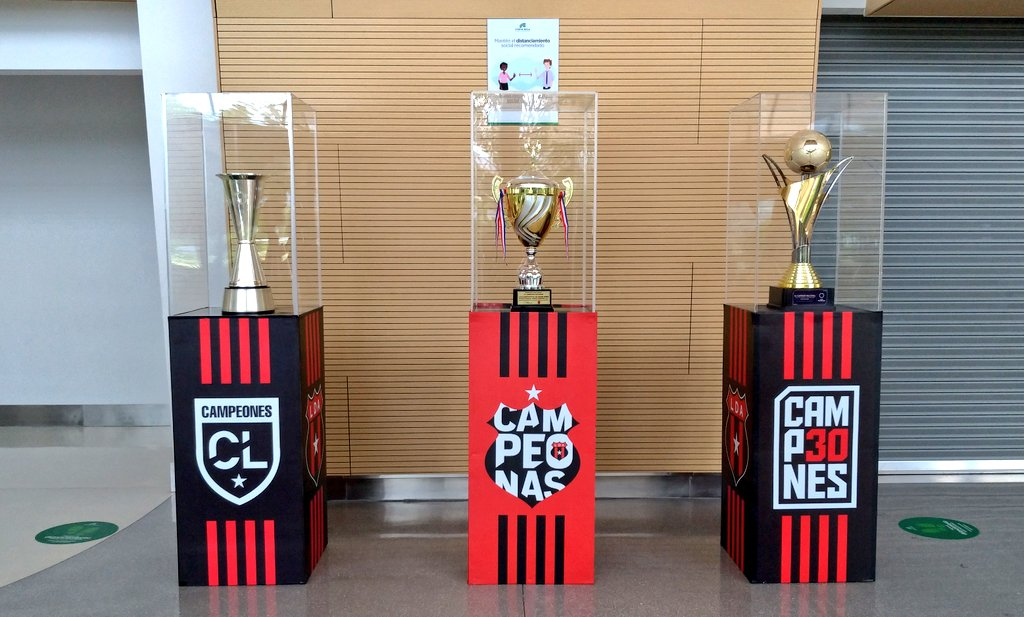
Campeonato de Apertura Femenino 2021 al centro.

En 2021 consigue su segundo título, pero esta vez bajo el nombre únicamente de Alajuelense, a diferencia del 2019 que fue compartido con CODEA. Alajuelense accese a instancia finales dejándose el primer de zona de clasificación, luego de conseguir 29 puntos tras 14 fechas en fase regular; en semifinales derrota a Dimas, en el juego de ida pierde 2-3, pero remonta la serie ganando 2-0. En la final nacional ante Herediano, empata el primer juego 2-2 disputado en el Nicolás Macís con anotaciones de Kenia Rangel y Marta Cox, para la vuelta en el estadio Morera Soto el juego queda empatado 1-1, anotación de Sianyf Agüero, lo que lleva a jugarse tiempos extras que resulta 0-0, así el campeón nacional se decide desde la tanda de penales, Las Leonas ganan 5-4, Marta Cox fue la goleadora del equipo y líder de asistencias del campeonato. El equipo estaba conformado por Paula Alfaro, Yalitza Sánchez, Fabiola Sánchez, Ivonne Rodríguez, Valery Sandoval, Lixy Rodríguez, Raquel Chacón, Yoxseline Rodríguez, Viviana Chinchilla, Samira Roper, Sianyf Agüero, Fernanda Barrantes, Sharon Corrales, Kembly Mitchell, Gabriela Guillén, Fabiola Villalobos, Mariela Campos, Marta Cox, Katherine Arroyo, Marilenis Oporta, Saray Benavides, Alexandra Pinell, María Paula Salas, Kenia Rangel, Raquel Rodríguez, el cuerpo técnico lo integraron Wilmer López, Gabriela Aguilar, Juan Carlos Barrantes, José Alexis Rojas, Natalia González.
A finales del 2021 consigue el histórico campeonato de Clausura, ya que se convierte en el primer equipo en la historia del futbol femenino de Costa Rica de forma invicta, resultado de 18 juegos sin perder, donde ganó 16 partidos y empató solo 2. Consigue el título nacional al eliminar a Herediano en semifinales, y a Saprissa en la final con un global de 5-2, donde en la ida vence a las moradas de visita en Tibás 1-2 y cierra en el Morera Soto sólidamente ganando 3-1, tras un triplete de Paula Salas. El equipo estaba conformado por Paula Alfaro, Yalitza Sánchez, Noelia Bermúdez, Fabiola Sánchez, Valery Sandoval, Lixy Rodríguez, Natalia Mills, Jennie Lakip, María Paula Arce, Viviana Chinchilla, Samira Roper, Sianyf Agüero, Fernanda Barrantes, Gabriela Guillén, Fabiola Villalobos, Mariela Campos, Marilenis Oporta, Alexandra Pinell, María Paula Salas, Kenia Rangel, Raquel Rodríguez, el cuerpo técnico lo integraron Wilmer López, Gabriela Aguilar, Juan Carlos Barrantes, José Alexis Rojas, Natalia González. Las Leonas cierran el 2021 ganando la Super Copa 1-5, en el estadio Ricardo Saprissa, ante Saprissa FF.
En el 2022, Las Leonas se proclaman campeonas nacional del Apertura 2022, obteniendo dos torneos consecutivos de forma invicta, consiguiendo el primer tricampeonato de la historia del futbol femenino, resultado de 18 juegos sin perder y un acumulado de 39 juegos invictas, donde ganó 14 partidos y empató 4. Consigue el título nacional al eliminar a Sporting en semifinales, y a Saprissa en la final con un global de 4-1, donde en la ida vence a las moradas de visita en Tibás 1-3 y cierra en el Morera Soto ganando 1-0. El equipo estaba conformado por Noelia Bermúdez, María José Zúñiga, María Paula Alfaro, Gabriela Guillén, María Paula Coto, Marilenis Oporta, Fabiola Villalobos, Lixy Rodríguez, Valery Sandoval, Jimena, Rodríguez, Shirley Cruz, Alexandra Pinell, Kenia Rangel, Natalia Mills, María Paula Arce, Marian Solano, Viviana Chinchilla, Mariela Campos, Sianyf Agüero, Dana Brocks, Sharon Corrales, María Fernanda Barrantes, Mia Corbin, , el cuerpo técnico lo integraron Wilmer López, Gabriela Aguilar, José Alexis Rojas, Jorge Slon, José Mario Conejo, Kevin Obando, Diego Murillo.

#### Las más ganadoras de Costa Rica
En septiembre consiguieron su primer título internacional al vencer 1-0 a Saprissa en la final disputada en el Morera Soto, a la cual llegó venciendo a Jewel Fury 11-1, FAS 6-3, Suchitepequez 10-1, logrando el campeonato de forma invicta, único en conseguir la UNCAF con marca perfecta y con récord de 28 goles en una edición, Mia se dejó el título de goleadora con 7 anotaciones. El equipo estaba conformado por Fabiola Murillo, María Paula Alfaro, Gabriela Guillén, María José Brenes, Marilenis Oporta, Valery Sandoval, Jimena, Rodríguez, Shirley Cruz, Alexandra Pinell, Kenia Rangel, Natalia Mills, María Paula Arce, Marian Solano, Viviana Chinchilla, Mariela Campos, Sianyf Agüero, Dana Brocks, Mia Corbin, Jennie Lakip, Sofía Arguedas, Saray Benavides el cuerpo técnico lo integraron Wilmer López, Gabriela Aguilar, José Alexis Rojas, Jorge Slon, María Fernanda Barrantes. Con este triunfo Las Leonas consiguen su sexto títlulo oficial, convirtiéndose en el equipo femenino de Costa Rica con más copas ganadas en general.

#### Primer tetra, penta, hexa y hepta campeonato de la historia del futbol femenino
El club consigue el primer tetra campeonato de la historia en futbol femenino en diciembre de 2022 al vencer a Sporting, cae por primera vez en un juego de una final nacional cerrando de visita en Rohrmoser, pero gana la serie en el global 4-3, previamente había vencido a Herediano 7-1 en el global. El equipo estaba conformado por Noelia Bermúdez, Fabiola Murillo, María Paula Alfaro, Gabriela Guillén, María José Brenes, Marilenis Oporta, Valery Sandoval, Jimena, Rodríguez, Shirley Cruz, Alexandra Pinell, Kenia Rangel, Natalia Mills, María Paula Arce, Marian Solano, Viviana Chinchilla, Mariela Campos, Sianyf Agüero, Mia Corbin, Jennie Lakip, Sofía Arguedas, Saray Benavides, el cuerpo técnico lo integraron Wilmer López, Gabriela Aguilar, José Alexis Rojas, Jorge Slon, María Fernanda Barrantes.
El club consigue el primer penta campeonato de la historia en futbol femenino en junio de 2023 al vencer a Sporting, cae de visita en Rohrmoser 4-1, pero gana la serie en el global 5-4 con una gran remontada en el Alejandro Morera Soto con 2 goles de Kenia Rangel, 1 de Alexandra Pinell y 1 de Natalia Mills. El equipo estaba conformado por Noelia Bermúdez, María José Brenes, Gabriela Guillén, Shirley Cruz, Fabiola Villalobos, María Paula Coto, Mariela Campos, Alexandra Pinell, Natalia Mills, Carolina Miranda, Kenia Rangel, Gabriela Valverde, Fabiola Murillo, Valery Sandoval, Saray Benavides, Viviana Chinchilla, Kyoka Koshijima, Sofía Arguedas, Keylin Gómez, Alexa Herrera, Marilenis Oporta, Sheika Scott, Marian Solano, María Paula Arce, Sianyf Agüero,  el cuerpo técnico lo integraron Wilmer López, Gabriela Aguilar, Suhey Matarrita, Juan Carlos Barrantes. En esta temporada, también consiguió el bicampeonato de UNCAF, al vencer en penales 5-4 al Tauro de Panamá, luego del empate en tiempo regular 2-2, el equipo tuvo que remontar un 0-2, partido jugado en el Estadio Los Andes, Panamá, así Las Leonas logran su tercer doblete.
A finales del 2023 Las Leonas logran el primer hexacampeonato institucional, primero de la Liga Femenina y segundo histórico en el futbol nacional, al derrotar en la final a Sporting, por marcador global de 3-1, ganado ambos juegos de la serie. En el juego de vuelta anotó Emily Valenciano y Kenia Rangel, quien es la extranjera con más anotaciones en finales nacionales, a inicios de 2024 también consigue su segunda Super Copa, nuevamente ante Sporting, logrando el primer triplete del fútbol femenino.El equipo estaba conformado por Noelia Bermúdez, Gabriela Guillén, Mariela Campos, Stephanie Blanco, Fabiola Villalobos, Kenia Rangel, Emilie Valenciano, Carolina Miranda, Alexandra Pinell, María Paula Coto, Sheika Scott, Gabriela Valverde, Natalia Mills, Katherine Arroyo, Alexa Herrera, Viviana Chinchilla, María Paula Arce, Valery Sandoval, Keylin Gómez, Sianyf Agüero, María José Brenes, Marilenis Oporta, Sharon Lobo, Marian Solano y Wilmer López, entrenador más ganador del fútbol femenino.
En 2024 el equipo femenino logra el primer heptacampeonato de la historia del fútbol federado, ante Sporting con un global de 7-1.El equipo estaba conformado por Noelia Bermúdez, Gabriela Guillén, Alexandra Pinell, Keilyn Gómez, María Paula Coto, Kenia Rangel, Sheika Scott, Sianyf Agüero, Emilie Valenciano, Natalia Mills, Fabiola Villalobos, Dayanna Pérez, Anyela Mesén, Kari Johnston, Carolina Mi, Yoanka Villanueva, Marilenis Oporta, Viviana Chinchilla, María Paula Arce, Katherine Arroyo, Alexa Herrera, Stephanie Blanco y Wilmer López como entrenador. A final de año consigue el octavo título consecutivo, en la final an te Puerto Viejo, con marcador global de 10-0, un nuevo récord en finales. El equipo estaba conformado por Noelia Bermúdez, Sianyf Agüero, Gabriela Cuevas, Emilie Valenciano, Sheika Scott, María Paula Arce, Natalia Mills, Alexa Herrera, Marilenis Oporta, Stephannie Blanco, Kenia Rangel, Dayanna Pérez, Ányela Mesén, Alexandra Pinell, Katherine Arroyo, Mariela Campos, Viviana Chinchilla, Keilyn Gómez, Yoanka Villanueva, Valery Sandoval, Sofía Varela, Kari Johnston y Wilmer López.

#### El más ganado de Centroamérica
En 2025, luego de más de 7 meses sin participación, debido a problemas con la continuidad del torneo nacional, Alajuelense consigue su tercer título de la Copa Interclubes de la UNCAF, al vencer al Real Esteí en Panamá, quedando en solitario como el más ganador del área con 3 cetros.

## Estadio

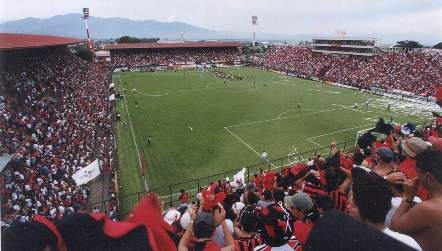
Estadio Alejandro Morera Soto.

El equipo juega en el Estadio de Liga Deportiva Alajuelense, Alejandro Morera Soto, también utiliza como cancha alterna el Centro de Alto Rendimiento en Turrúcares, anteriormente su sede principal era el Polideportivo Monserrat en Río Segundo de Alajuela.

## Datos del club

### Primera División

#### Club
- Temporadas: 6, desde 2019; 1 como Alajuelense CODEA en 2019.
- Campeonatos: 10 desde 2019; 1 como Alajuelense CODEA en 2019.
- Más juegos en Finales Nacionales ganados: 12.(récord)
- Más juegos en Finales Nacionales disputados: 18.(récord)
- Más Finales Nacionales ganados: 9.(récord)
- Más Finales Nacionales disputados: 9.(récord)
- Mejor posición: 1ª, 7 veces.1[106][107][75]
- Campeón de forma invicta: 2, CL. 2021, AP. 2022.(récord nac.)
- Juegos en Primera División: 185, (activo) 18 como Alajuelense CODEA.
- Mayor goleada a favor: 10-0 vs COFUTPA.[108][109][110][111]
- Mayor goleada a favor como visitante: 0-7 vs Saprissa CL-2024, 2-10 vs Universitarias, como Alajuelense CODEA.[110]
- Mayor goleada a favor como local: 10-0 vs COFUTPA, en AP-2023.[112][113][114][115][116]
- Primer juego: 2 de marzo de 2020 vs Pococí en Morera Soto; 8 de septiembre de 2019 vs Coronado como Alajuelense CODEA, en Estadio El Labrador.[117]
- Primera victoria: 2-0, 2 de marzo de 2020 vs Pococí; 10 de septiembre de 2019 vs Pococí como Alajuelense CODEA, en Estadio Morera Soto.[118][119]
- Más victorias consecutivas: 16, 2023- 24.[120][121](récord nac.)[122][123]
- Más victorias consecutivas como local: 9, 2021-22, 2023-24.
- Más victorias consecutivas como visitante: 9, 2021, 2024.
- Más juegos consecutivos invicto: 44, 2021-22. (récord nac.)[124][125][126][127][128][129]
- Más juegos consecutivos invicto como local: 34, 2021-22.
- Más juegos consecutivos invicto como visitante: 22, 2021-22
- Más juegos consecutivos anotando: 33, 2021-22.[130][131][132]
- Más goles en una temporada: 115 en 2024.
- Más puntos en una temporada: 92 en 2024.
- Más goles en un torneo corto, fase regular: 50, AP. 2023.
- Más goles en un torneo corto, general: 63, CL. 2023.
- Más puntos en un torneo corto, fase regular: 40, CL. 2021.
- Más puntos en un torneo corto, general: 50, CL. 2021.
- Primer juego en el CAR: vs Moravia, 27 de septiembre de 2019 como Alajuelense CODEA.[133][134]
- Primer juego en el Estadio Morera Soto: vs Pococí, 2 de marzo de 2020; vs Pococí, 10 de septiembre de 2019 como Alajuelense CODEA.[118]
- Mejor asistencia: 16 900 espectadoras ante Saprissa FF, 16 de septiembre de 2019 como Alajuelense CODEA.[135][136]

#### Individual
- Más juegos consecutivos anotando:  Fernanda Barrantes con 7, CL. 2021.
- Goleadora del equipo:  María Fernanda Barrantes, con 35; 11 con Alajuelense CODEA,  Kenia Rangel con 37 (activo).
- Goleadora extranjera del equipo:  Mia Corbin con 33. (activo).
- Primer gol:  Stephanie Blanco 1-0 vs Pococí, 2 de marzo de 2020 en Morera Soto; Yoxseline Rodríguez 1-0 vs Pococí, 10 de septiembre de 2019, también primer gol en Estadio Morera Soto como Alajuelense CODEA.[137]
- Primer entrenador:  Wilmer López desde 2020;  Edgar Rodríguez, 2019 como Alajuelense CODEA.[138]
- Entrenador con más partidos dirigidos:  Wilmer López con 152; (activo).[139][140]
- Más anotaciones en un solo juego:  María Fernanda Barrantes, 5 vs Universitarias en CL. 2019 como Alajuelense CODEA.[141]
- Campeonas de goleo: 4, 1 como Alajuelense CODEA.
- Campeonas de goleo diferente: 3, 1 como Alajuelense CODEA.

### Copa

#### Club
- Campeonatos: 2 desde 2022.
- Juegos en Copa: 12.

- Primer juego: vs Pérez Zeledón, 3-1, en 2022 Estadio Morera Soto.[142]
- Mayor goleada a favor: 8-0 vs SUVA, en 2022; Tsumani en 2024.

#### Individual
- Goleadora del equipo:  María Fernanda Barrantes con 8.
- Más goles en un juego:  Anyela Mesén con 4, vs Tsunami en 2024.

### Super Copa

#### Club
- Primer juego: vs Saprissa, 1-5, en el 2021, Estadio Ricardo Saprissa.

- Mejor posición: 1ª 2021.[143]

#### Individual
- Goleadora del equipo:  María Paula Salas con 5.
- Más goles en un juego:  María Paula Salas con 4.

### Copa Interclubes UNCAF

#### Club
- Ediciones: 4, desde 2022.
- Mejor posición: 1ª, 3 veces.
- Juegos en Interclubes: 16.
- Primer juego: 11 de septiembre de 2022 vs  Jewel Fury 11-1.
- Mayor goleada a favor: vs  Jewel Fury 11-1 en 2022.

#### Individual
- Goleadora del equipo:  Mia Corbin con 7.
- Primera anotacion: 11 de septiembre de 2022 vs  Jewel Fury, Sianyf Agüero.

### Copa de Campeones Femenina de la Concacaf

#### Club
- Ediciones: 1, desde 2024.
- Mejor posición: -ª, - veces.
- Juegos en CONCACAF: 4.
- Primer juego: 20 de agosto de 2024 vs  Frazsiers Whip 5-0.[144][145]
- Mayor goleada a favor: vs  Frazsiers Whip 5-0 en 2024.

#### Individual
- Goleadora del equipo:  Ányela Mesén con 2.
- Primera anotacion: 20 de agosto de 2024 vs  Frazsiers Whip, Paula Coto.

### General
- Más juegos consecutivos invicto en general: 28, 2019-20, 24 juegos de Primera División y 4 internacionales, no se incluyen 3 de AP-2020 (torneo suspendido).[146]
- Más juegos consecutivos invicto: 27, 2019-20, 27 juegos de Primera División.
- Más juegos consecutivos anotando:  Mia Corbin con 8, 2022.

### Internacional
- Primer juego internacional: 3-0 vs  South Region, 22 de febrero de 2020; 4-3 vs  South Region, 23 de febrero de 2019 como CODEA.[147]
- Primera anotación:  Priscila Chinchilla vs  South Region, 22 de febrero de 2020.
- Mejor posición: 1 de Centroamérica, 3 de CONCACAF según la IFHHS en 2022, 37 a nivel mundial;[148].[149][150][151][152][22][153][154]

 Última actualización: 15 de diciembre de 2024.
Se incluyen datos hasta la transición de Alajuelense CODEA a Alajuelense FF, .

### Temporadas
Trayectoria de Alajuelense a nivel nacional.

#### Participación Nacional
| Temporadas de Alajuelense F. F. | Temporadas de Alajuelense F. F. | Temporadas de Alajuelense F. F. | Temporadas de Alajuelense F. F. | Temporadas de Alajuelense F. F. | Temporadas de Alajuelense F. F. | Temporadas de Alajuelense F. F. | Temporadas de Alajuelense F. F. | Temporadas de Alajuelense F. F. | Temporadas de Alajuelense F. F. | Temporadas de Alajuelense F. F. | Temporadas de Alajuelense F. F. | Temporadas de Alajuelense F. F. | Temporadas de Alajuelense F. F. | Temporadas de Alajuelense F. F. | Temporadas de Alajuelense F. F. |
| Edición                         | Pos.                            | Apertura                        | Clausura                        | PJ                              | PG                              | PE                              | PP                              | GF                              | GC                              | PTS                             | Rend.                           | Copa / S. Copa                  | Goleadora                       | Goles                           | Entrenador                      |
| ------------------------------- | ------------------------------- | ------------------------------- | ------------------------------- | ------------------------------- | ------------------------------- | ------------------------------- | ------------------------------- | ------------------------------- | ------------------------------- | ------------------------------- | ------------------------------- | ------------------------------- | ------------------------------- | ------------------------------- | ------------------------------- |
| CODEA                           |                                 |                                 |                                 |                                 |                                 |                                 |                                 |                                 |                                 |                                 |                                 |                                 |                                 |                                 |                                 |
| 2018                            | 4º                              | 3º                              | 5º                              | 28                              | 14                              | 6                               | 8                               | 70                              | 48                              | 48                              | 57%                             | -                               | Priscila Chinchilla             | 24                              | Edgar Rodríguez                 |
| Alajuelense CODEA               |                                 |                                 |                                 |                                 |                                 |                                 |                                 |                                 |                                 |                                 |                                 |                                 |                                 |                                 |                                 |
| 2019                            | Campeón                         | 3º                              | 1º                              | 36                              | 25                              | 3                               | 8                               | 110                             | 45                              | 78                              | 72%                             | -                               | Priscila Chinchilla             | 33                              | Edgar Rodríguez                 |
| Alajuelense                     |                                 |                                 |                                 |                                 |                                 |                                 |                                 |                                 |                                 |                                 |                                 |                                 |                                 |                                 |                                 |
| A-2020                          | Desierto                        | 1º3                             | 1º3                             | 3                               | 3                               | 0                               | 0                               | 8                               | 0                               | 9                               | 100%                            | -                               | María Paula Salas               | 3                               | Edgar Rodríguez                 |
| 2020                            | 3º                              | 3º3                             | 3º3                             | 20                              | 12                              | 2                               | 6                               | 52                              | 20                              | 38                              | 63%                             | -                               | Priscila Chinchilla             | 12                              | Edgar Rodríguez / Wilmer López  |
| A-2021                          | Campeón                         | 1º3                             | 1º3                             | 18                              | 10                              | 4                               | 4                               | 40                              | 17                              | 34                              | 63%                             | -                               | Marta Cox                       | 9                               | Wilmer López                    |
| C-2021                          | Campeón                         | 1º3                             | 1º3                             | 18                              | 16                              | 2                               | 0                               | 58                              | 13                              | 50                              | 93%                             | Campeón1                        | Fernanda Barrantes              | 10                              | Wilmer López                    |
| A-2022                          | Campeón                         | 1º3                             | 1º3                             | 18                              | 14                              | 4                               | 0                               | 57                              | 10                              | 46                              | 85%                             | 3º2                             | Mia Corbin                      | 15                              | Wilmer López                    |
| C-2022                          | Campeón                         | 3º3                             | 3º3                             | 18                              | 12                              | 1                               | 5                               | 42                              | 29                              | 37                              | 68%                             | Subcampeón1                     | Mia Corbin                      | 17                              | Wilmer López                    |
| A-2023                          | Campeón                         | 1º3                             | 1º3                             | 18                              | 13                              | 2                               | 3                               | 57                              | 15                              | 40                              | 83%                             | -                               | Kenia Rangel, Natalia Mills     | 8                               | Wilmer López                    |
| C-2023                          | Campeón                         | 2º3                             | 2º3                             | 18                              | 13                              | 3                               | 2                               | 46                              | 16                              | 42                              | 78%                             | Campeón1                        | Sheika Scott                    | 7                               | Wilmer López                    |
| A-2024                          | Campeón                         | 1º3                             | 1º3                             | 17                              | 16                              | 0                               | 1                               | 52                              | 10                              | 49                              | 96%                             | 3º2                             | Anyela Meśem                    | 13                              | Wilmer López                    |
| C-2024                          | Campeón                         | 1º3                             | 1º3                             | 18                              | 14                              | 1                               | 3                               | 63                              | 15                              | 43                              | 84%                             | -                               | Sofía Varela                    | 13                              | Wilmer López                    |
| A-2025                          |                                 |                                 |                                 |                                 |                                 |                                 |                                 |                                 |                                 |                                 | -                               |                                 |                                 |                                 | Wilmer López                    |

- El Apertura 2019 participó como CODEA fútbol femenino sin intervención de Alajuelense, para el Clausura a partir de la jornada 3 oficialmente inicia como Alajuelense CODEA.
- En el A. 2024 no se logra terminar un juego ante Pococí, queda cancelado.
- 1Super Copa 2Copa 3Primera Fase.

#### Participación Internacional
Trayectoria de Alajuelense a nivel internacional.
| Participación internacional de Alajuelense F. F. | Participación internacional de Alajuelense F. F. | Participación internacional de Alajuelense F. F. | Participación internacional de Alajuelense F. F. | Participación internacional de Alajuelense F. F. | Participación internacional de Alajuelense F. F. | Participación internacional de Alajuelense F. F. | Participación internacional de Alajuelense F. F. | Participación internacional de Alajuelense F. F. | Participación internacional de Alajuelense F. F. | Participación internacional de Alajuelense F. F. | Participación internacional de Alajuelense F. F. | Participación internacional de Alajuelense F. F. | Participación internacional de Alajuelense F. F. |
| Edición                                          | Pos.                                             |                                                  | PJ                                               | PG                                               | PE                                               | PP                                               | GF                                               | GC                                               | PTS                                              | Rend.                                            | Goleadora                                        | Goles                                            | Entrenador                                       |
| ------------------------------------------------ | ------------------------------------------------ | ------------------------------------------------ | ------------------------------------------------ | ------------------------------------------------ | ------------------------------------------------ | ------------------------------------------------ | ------------------------------------------------ | ------------------------------------------------ | ------------------------------------------------ | ------------------------------------------------ | ------------------------------------------------ | ------------------------------------------------ | ------------------------------------------------ |
| Interclubes UNCAF                                |                                                  |                                                  |                                                  |                                                  |                                                  |                                                  |                                                  |                                                  |                                                  |                                                  |                                                  |                                                  |                                                  |
| 2022                                             | Campeón                                          |                                                  | 4                                                | 4                                                | 0                                                | 0                                                | 28                                               | 5                                                | 12                                               | 100%                                             | Mia Corbin                                       | 7                                                | Wilmer López                                     |
| 2023                                             | Campeón                                          |                                                  | 4                                                | 3                                                | 1                                                | 0                                                | 10                                               | 2                                                | 10                                               | 83%                                              | Multiple jugadoras                               | 2                                                | Wilmer López                                     |
| 2024                                             | 3º                                               |                                                  | 4                                                | 2                                                | 1                                                | 1                                                | 10                                               | 5                                                | 7                                                | 58%                                              | Multiple jugadoras                               | 2                                                | Wilmer López                                     |
| 2025                                             | Campeón                                          |                                                  | 4                                                | 3                                                | 1                                                | 0                                                | 8                                                | 2                                                | 10                                               | 83%                                              | Multiple jugadoras                               | 2                                                | Wilmer López                                     |
| Copa de Campeones de CONCACAF                    |                                                  |                                                  |                                                  |                                                  |                                                  |                                                  |                                                  |                                                  |                                                  |                                                  |                                                  |                                                  |                                                  |
| 2024-25                                          | Fase de grupos                                   |                                                  | 4                                                | 1                                                | 0                                                | 3                                                | 6                                                | 10                                               | 3                                                | 25%                                              | Anyela Meśem                                     | 2                                                | Wilmer López                                     |
| 2025-26                                          |                                                  |                                                  | 0                                                | 0                                                | 0                                                | 0                                                | 0                                                | 0                                                | 0                                                | 0%                                               |                                                  |                                                  | Wilmer López                                     |

### Rivalidades
Alajuelense en convenio con UCEM Alajuela, tuvo una rivalidad con Saprissa FF entre 2012-16 heredada por la histórica entre ambas instituciones, también fue considerado como un clásico los enfrentamientos con Arenal Coronado, siendo estos los equipos más fuertes en la primera década de la Primera División Femenina de Costa Rica. A partir de 2019, se revive la rivalidad entre Saprissa FF ahora con Alajuelense CODEA Femenil, siendo factores, el peso histórico de ambas instituciones, por un lado siendo Las Moradas un equipo consolidado, y por el otro CODEA respaldado por Alajuelense forman un equipo bastante fuerte, el cual llega a eliminar a Moravia para disputar una Final Nacional por primera vez, quien había sido por muchos años el rival de Saprissa; Esto se suma al hecho que Moravia desaparece debido a que su franquicia es tomada por Herediano.
El primer juego entre Alajuela y Saprissa FF se da el 3 de marzo de 2018, con victoria para Las Leonas 0-1, siendo visita en el Estadio Ernesto Rohrmoser como CODEA, Daniela Mesén fue la primera anotadora, sin embargo el primer juego identificado el equipo con L. D. Alajuelense también se da como visitante, pero esta vez en el Estadio Ricardo Saprissa, nuevamente con victoria 1-2 para Alajuelense CODEA. El duelo entre ambos ha sido parejo, a pesar de que Las Moradas eran un equipo con más experiencia en Primera División, Saprissa en sus inicios utilizaba varias sedes en San José, mientras CODEA hacía uso del Polideportivo Monserrat en Alajuela y un plantel bastante joven.
El 5 de agosto de 2020 se da el primer juego entre Saprissa ante Alajuelense, vence 3-2 a Saprissa.En enero de 2025 Saprissa abandona su equipo femenino, quedando solo la rivalidad con Sporting activa.

#### Historial
Historial registrado desde 2019, actualizado al 16 de agosto de 2025.
No se incluyen amistosos de Triangular Soy Niña y 90 Minutos por la Vida, al no ser partidos completos.
| Competición                                              | PJ                | PG                | PE                | PP                | GF                | GC                |
| L. D. Alajuelense                                        | L. D. Alajuelense | L. D. Alajuelense | L. D. Alajuelense | L. D. Alajuelense | L. D. Alajuelense | L. D. Alajuelense |
| -------------------------------------------------------- | ----------------- | ----------------- | ----------------- | ----------------- | ----------------- | ----------------- |
| Clásico Nacional vs Saprissa FF (2019-2024, 2025-)       |                   |                   |                   |                   |                   |                   |
| Primera División                                         | 34                | 24                | 5                 | 5                 | 80                | 38                |
| Supercopa                                                | 1                 | 1                 | 0                 | 0                 | 5                 | 1                 |
| Copa                                                     | 2                 | 0                 | 1                 | 1                 | 1                 | 2                 |
| Interclubes UNCAF                                        | 1                 | 1                 | 0                 | 0                 | 1                 | 0                 |
| Subtotal                                                 | 38                | 26                | 6                 | 6                 | 87                | 41                |
| Clásico Provincial vs C. S. Herediano (2019-2023, 2025-) |                   |                   |                   |                   |                   |                   |
| Primera División                                         | 26                | 16                | 7                 | 3                 | 56                | 22                |
| Copa                                                     | 2                 | 0                 | 0                 | 2                 | 1                 | 4                 |
| Subtotal                                                 | 28                | 16                | 7                 | 5                 | 57                | 26                |
| Nuevo Clásico Nacional vs Sporting F. C. (2020-)         |                   |                   |                   |                   |                   |                   |
| Primera División                                         | 31                | 20                | 3                 | 8                 | 67                | 36                |
| Copa                                                     | 2                 | 0                 | 1                 | 1                 | 2                 | 4                 |
| Supercopa                                                | 2                 | 1                 | 1                 | 0                 | 3                 | 2                 |
| Subtotal                                                 | 35                | 21                | 5                 | 9                 | 72                | 42                |

Partidos jugados como Alajuelense CODEA (2019), como Alajuelense (2020-).
CODEA jugaba en sus inicios en el Polideportivo Monserrat, posteriormente ha utilizado el Centro de Alto Rendimiento en Túrrucares y el Estadio Morera Soto como sede principal como Alajuelense FF, Saprissa por su parte ha jugado en el Cuty Monge, Ernesto Rohmoser, San Sebastían, Nicolás Masis y el Estadio Ricardo Saprissa como local.

#### Primera División.
desde 2020
- Primer juego: 5 de agosto de 2020, Alajuelense 3-2 Saprissa, Estadio Morera Soto[182][183]
- Primer gol: en 2020 por  Priscila Chinchilla.
- Jugadora con más anotaciones en su solo juego:  Paula Salas con 3. (activo)
- Mejores goleadoras:  Paula Salas con 5, 9 en general incluidos todas las competiciones. (activo)
- Mejor racha sin perder: 13 juegos con 12 ganes en 2023-24. (activo)
- Mayor victoria: 7-2 en 2023, en el Estadio Morera Soto.[184]
- Mayor victoria como local: 7-2 en 2023, en el Estadio Morera Soto.[185][186][187]
- Mayor victoria como visitante: 0-7 en 2024, en el Estadio Ricardo Saprissa.[188]
- Más victorias consecutivas: 9 juegos, 2023-24.

Incluyendo franquicia Alajuelense CODEA desde 2019.
- Primer juego: 12 de octubre de 2019, Saprissa 1-2 Alajuelense CODEA, Estadio Ricardo Saprissa.
- Primer gol: en 2019 por  Priscila Chinchilla.
- Mejores goleadoras:  Paula Salas en general con 6, 5 con Alajuelense, 10 en general incluidos todas las competiciones.

#### Super Copa.
- Mayor victoria: 1-5 en 2021, en el Estadio Ricardo Saprissa.[189]

#### General.
- Mejor racha sin perder: 12 juegos con 10 ganes en 2021-22. (activo)

## Palmarés
Campeonatos conseguidos por Alajuelense Femenil.
Anexo:Títulos oficiales de clubes del fútbol costarricense femenino

### Campeonatos Internacionales
| Competición internacional        | Títulos           | Subcampeonatos |
| -------------------------------- | ----------------- | -------------- |
| Copa Interclubes de la Uncaf (3) | 2022, 2023, 2025. |                |

### Campeonatos nacionales
| Competición nacional               | Títulos                                                                        | Subcampeonatos |
| ---------------------------------- | ------------------------------------------------------------------------------ | -------------- |
| Primera División de Costa Rica (9) | 12019, A. 2021, C. 2021, A. 2022, C. 2022, A. 2023, C. 2023, A. 2024, C. 2024. |                |
| Supercopa Costa Rica (2)           | 2021, 2023.                                                                    | 2022           |

#### Otros campeonatos
- Campeonatos Cortos (1): 1C-2019.[42][216][50]

- Torneo 90 Minutos por la Vida (1): 2024.[217]

- Torneo Internacional (0/1):

Subcampeón: 2020.
1Campeoniza como Alajuelense CODEA mientras hubo convenio en 2019.

### Dobletes

#### Nacionales
- Primera División y Super Copa (1) : 2021, 2023.

#### Internacionales
- Primera División y UNCAF (2) : 2022, 2023.
- Primera División y Super Copa (2) : 2023.

### Triplete

#### Internacionales
- Primera División, UNCAF y Super Copa (2) : 2023

### Campeonatos Consecutivos

#### Primera División
- Bicampeonatos (1): 2021.
- Tricampeonatos (1): 2021-2022.
- Tetracampeonatos (1): 2021-2022.
- Pentacampeonatos (1): 2021-2023.
- Hexacampeonatos (1): 2021-2023.
- Heptacampeonatos (1): 2021-2024.
- Octacampeonatos (1): 2021-2024.

#### Interclubes de UNCAF
- Bicampeonatos (1): 2022-2023.

### Fuerzas Básicas
- Alto Rendimiento (1/1): AP-2024

Subcampeón 2023.
- U-15 (1/2): 2024

Subcampeón 2022, 2023.
- U-13 (0/2):

Subcampeón 2022, 2023.
- Campeón Copa U-17 (1): 2022.
- Campeón Copa U-15 (1): 2022.
- Campeón Regional U-15 (1): 2023.
- Campeón Regional U-13 (1): 2023.
- Regional U-10 (0/1).

Subcampeón 2023.
- Campeón Serie A Fememenina U-15 (2): 2022, 2023.[218].

## Uniforme

### Indumentaria y patrocinador
| Período     | Proveedor   |
| ----------- | ----------- |
| 2019        | New Balance |
| 2019 – 2023 | Kelme       |
| 2023 –      | Umbro       |

| Período     | Patrocinador      |
| ----------- | ----------------- |
| 2019        | Mr Máximo         |
| 2020 – 2021 | Costa Rica Azul   |
| 2021 – 2022 | Importadora Monge |
| 2022        | Tropical          |
| 2023 -      | Medismart         |

### Entrenadores
Entrenadores que han dirigido en Primera División.
| - Edgar Rodríguez (2019-2020) desde 2018 como CODEA | - Wilmer López (2020-) |

## Jugadoras

### Goleadoras
Goleadoras en competiciones oficiales.
| Kenia Rangel         | 38 |   |   | 5 | 1 | 45 |
| Fernanda Barrantes   | 34 | 8 |   |   |   | 43 |
| Mia Corbin           | 33 |   |   | 7 |   | 40 |
| María Paula Salas    | 31 |   | 4 |   |   | 35 |
| Priscilla Chinchilla | 28 |   |   |   |   | 28 |
| Anyela Mesén         | 17 | 4 | 1 | 3 | 2 | 27 |
| Alexandra Pinell     | 20 | 1 | 1 | 4 |   | 26 |
| Viviana Chinchilla   | 19 |   | 1 | 5 |   | 25 |
| Natallia Mills       | 21 | 2 |   | 1 | 1 | 25 |
| Sianif Agüero        | 20 | 1 |   | 3 |   | 23 |
| Shirley Cruz         | 19 |   |   | 2 |   | 21 |
| Sheika Scott         | 19 |   |   | 2 |   | 21 |
| Lixy Rodríguez       | 19 |   |   |   |   | 19 |
| Sofía Varela         | 14 |   |   | 4 | 1 | 18 |
| Jennie Lakip         | 10 |   |   | 6 |   | 16 |
| Carolina Miranda     | 14 | 1 |   | 1 |   | 16 |
| Katherine Arroyo     | 13 | 1 |   | 1 |   | 15 |
| Fabiola Villalobos   | 14 |   | 1 | 1 |   | 15 |
| Gabriela Guillén     | 11 |   |   |   |   | 11 |
| Mariela Campos       | 10 | 1 |   |   |   | 11 |
| Marta Cox            | 10 |   |   |   |   | 10 |

Incluye anotaciones desde Alajuelense CODEA. Jugadoras con 10 o más anotaciones en General

#### Primera División
| - Priscila Chinchilla, 33 en 2019 con Alajuelense FF - Mia Corbin, 15 en A. 2022, 17 en C. 2022. - Anyela Mesén, 11 en A. 2024. |

#### UNCAF
| - Mia Corbin, 7 en 2022 con Alajuelense FF |

#### Super Copa
| - María Paula Salas, 4 en 2021 con Alajuelense FF |

#### Copa
| - María Fernanda Barrantes, 8 en 2022 con Alajuelense FF |

#### Finales Nacionales
| - María Paula Salas, 7 C. 2021, Supercopa 2021 - Kenia Rangel, 8 A. 2021, C. 2021, A. 2022, A. 2023, C. 2023, A. 2024, C. 2024 - Mia Corbin, 3 A. 2022, C. 2022 - Viviana Chinchilla, 2 Supercopa 2021, C. 2022 - Gabriela Guillén, 2 A. 2022, A. 2024 - Sofia Varela, 3 C. 2024 | - Natalia Mills, 3 A. 2023, A. 2024, C. 2024 - Keylin Gómez, 2 C. 2024 - Sianyf Agüero, 1 A. 2021 - Lixy Rodríguez, 1 A. 2022 - Shirley Cruz, 1 C. 2022 - Carolina Miranda, 1 A. 2023 | - Priscila Chinchilla, 1 2019 - Marta Cox, 1 A. 2021 - Emilie Valenciano, 2 C. 2023, C. 2024 - Alexandra Pinell, 2 A. 2023, C. 2024 - Anyela Mesén, 1 C. 2024 - Stephannie Blanco, 1 C. 2024 - Sheika Scott, 1 C. 2024 |

#### Finales Internacionales
| - Mia Corbin, 1 UNCAF 2022 - Natalia Mills, 1 UNCAF 2023 - Carolina Miranda, 1 UNCAF 2023 |

### Destacadas
Jugadoras que han destacado por su trayectoria en Primera División y/o su paso en selecciones nacionales.
| - Shirley Cruz - Fabiola Sánchez - Viviana Chinchilla - Anyela Mesén - Valery Sandoval - Paula Coto | - Lixy Rodríguez - Fernanda Barrantes - Priscila Chinchilla - Laura Sánchez - Emilie Valenciano - Sheika Scott | - Raquel Chacón - Stephanie Blanco - Mariela Campos - Ivonne Rodríguez - Fabiola Villalobos - Alexa Herrera | - María Paula Salas - Katherine Arroyo - Noelia Bermúdez - Gabriela Guillén - Alexandra Pinell - Sofía Varela |

#### Extranjeras
| - Marta Cox - Carolina Miranda - Alina Stahl | - Kenia Rangel - Mia Corbin - Kari Johnston | - Jennie Lakip - Marilenis Oporta - Gabriella Cuevas | - Natalia Mills - Kyoka Koshijima |

#### Mundialistas
| U-20 - Sianyf Agüero (2) - Alexandra Pinell - María Paula Arce (2) - Saray Benavides - Marian Solano - Daniela Ocampo - Alexa Herrera - Sheika Scott | Absoluta - Natalia Mills - Emilie Valenciano - María Paula Coto - Alexandra Pinell - Gabriela Guillén - Sheika Scott - Fabiola Villalobos | - Noelia Bermúdez - Lixy Rodríguez - María Fernanda Barrantes - Fabiola Sánchez - Shirley Cruz |

#### Mejor portera
| - Noelia Bermúdez, en 2022, 2023 |

#### Círculo de Periodistas y Locutores Deportivos de Costa Rica
| - Priscila Chinchilla, Mejor goleadora en 2018 con CODEA |

#### Preolímpico de CONCACAF
| - Stephanie Blanco: Equipo Ideal en 2020 con Alajuelense FF |

## Plantilla
1. Cat. corresponde a seleccionada nacional, A = Categoría Absoluta.

### Seleccionadas
Jugadoras internacionales en sus respectivas selecciones.
| Seleccionadas                           | Seleccionadas | Seleccionadas | Seleccionadas |
| Selección                               | Cat.          | #             | Jugador(es) |
| --------------------------------------- | ------------- | ------------- | --- |
| Costa Rica                              | A             | 10            | Noelia Bermúdez, Alexandra Pinell, Ányela Mesén, Sheika Scott, Marinellis Oporta, Stephanie Blanco, Paula Coto, Viviana Chinchilla, Emilie Valenciano, Mariela Campos |
| Panamá                                  | A             | 1             | Kenia Rangel |
| Costa Rica                              | U-23          | 1             | Sin información reciente |
| Costa Rica                              | U-20          | 5             | Sheika Scott, Sianif Agüero, Marian Solano, Saray Benevides, Paula Arce                                                                                               |
| Costa Rica                              | U-17          | 7             | Melissa Vargas, Tiara Ruiz, Fabiana Alfaro, Karol Molina, Daniela Ocampo, María González, Ahsley Quesada                                                              |
| Costa Rica                              | U-15          | 4             | Tiara Ruiz, Isska Chaverri, Alessandra Jiménez, Melissa Vargas |
| Última convocatoria 22 de enero de 2024 |               |               | |

- En negrita jugadoras parte de la última convocatoria en la correspondiente categoría. La categoría U-23 también incluye selecciones olímpicas